# Rodalquilar
Rodalquilar és una localitat del municipi de Níjar a la província d'Almeria, dins del parc natural del Cap de Gata-Níjar a Andalusia, situada a la Comarca Metropolitana d'Almeria i a 43 km de la capital de la província, Almeria. El 2014 tenia 171 habitants. És coneguda a la província d'Almeria per les seves antigues mines de or.

## Llocs d'interès
A Rodalquilar poden ser d'interès:
- Antigues mines de Rodalquilar: A Rodalquilar es va viure una febre de l'or que va iniciar-se a la dècada de 1880 i va acabar a la dècada de 1990. En aquesta febre de l'or van participar diferents empreses i particulars de diferents llocs d'Espanya, Europa i Amèrica. Consultant l'estadística minera i metal·lúrgica d'Espanya, així com altres bases de dades mineres públiques i privades, es pot constatar que van ser diverses les mines destacades al llarg de la història minera de Rodalquilar en els segles XIX i xx, sent el "filó 340" la més important de totes.[1] En aquest filó es van extreure 1000 quilos d'or en poc més de dos anys d'un total de 5000 quilos extrets entre 1957 i 1966. També aquí es va descobrir el mineral Rodalquilarita.
- El Jardí Botànic de l'Albardinar, dedicat a la investigació i conservació d'endemismes i plantes amenaçades de la flora d'Almeria.
- L'Oficina Gestora del Parc Nacional del Cap de Gata, on es pot trobar alguna exposició sobre la zona a la sala d'exposicions que hi ha al costat de l'oficina.
- Amfiteatre de Rodalquilar (es va aixecar l'any 2005 sobre les restes de la planta aurífera dels anglesos).
- Bateria de Sant Ramon situada a El Playazo de Rodalquilar.
- Torre de los Alumbres, localitzada en el camí a El Playazo de Rodalquilar.
- Torre de Los Lobos.

## Cinema
A Rodalquilar i en les seves cales properes s'han rodat desenes de pel·lícules, videoclips musicals i anuncis publicitaris de tot tipus. Algunes pel·lícules són:
- Per qualche dollaro in più (1965)
- Abaixa el cap, maleït! (1971)
- Nen solars (1986)
- Indiana Jones i l'última croada (1986)
- El misteri de Wells (2003)
- Vis a vis (2015)

## Personatges destacats
- Carmen de Burgos y Segui "Colombine": periodista i escriptora. Va donar suport als drets de la dona a principis del segle xx.